# Cunku
Cunku (つんく; Oszaka, 1968. október 29. –) születési nevén Terada Micuo (寺田光男), japán énekes-dalszerző és zenei producer. Leginkább arról ismert, hogy a Sharam Q banda énekese volt és csaknem 20 éven át ő volt a producere és elsődleges dalszerzője a Hello! Project-nek és annak minden csapatának. Produceri teendőiről 2015-ben mondott le.

## Élete
1968. október 29-én született Higashiosaka-ban, Oszakában. Az egyetem után egy hitelszövetkezetben kezdett dolgozni, de két év múlva már megkezdte zenei karrierjét. Színpadi neve, a Cunku gyerekkori becenevéből, a „Cu-kun”-ból ered, valamint egyetemi évei alatt barátai is így nevezték.
1992-ben debütált Sharam Q mely 2001-ig volt folyamatosan aktív, később 2006-ban tértek vissza újra egy rövid időre.
2006 júniusában feleségül vette Idemicu Kanako-t, a 25 éves volt modellt. 2008-ban ikreik születtek, 2011-ben megszületett harmadik gyermekük.
2014-ben Cunku-nál gégerákot diagnosztizáltak, és bár egy rövid időre úgy tűnt, hogy a kezelések beváltak, sajnos a diagnózis után egy évvel azt közölte a nyilvánossággal, hogy a gyógyulás érdekében eltávolították a hangszálait. 2015-ben bejelentette, hogy lemond a Hello! Project vezető produceri címéről, de továbbra is mint alkalmi zeneszerző illetve a Morning Musume zenei producere van jelen a háttérben.
2016-ban Hawaii-ra költözött a családjával, és azóta onnan dolgozik, illetve gyakran ingázik Japán és Hawaii szigete között.

## Karrier
Producere a Hello! Project-nek, a TNX-nek, a NICE GIRL Project!-nek, valamint néhány Hello! Projcet-hez nem köthető csoportnak, mint a Deka moni, vagy az EE JUMP.
Dolgozott a Nintendo-val és a J.P. Room-mal is, hogy megalkossák a zenei videójátékot, a „Rhythm Tengoku”-t.
2006-ban hozta létre a TNX elnevezésű ügynökséget önálló énekeseknek, vagy egyéb tehetségeknek.
2011-ben indult új szórakoztató műsora, a „TsunTube”, amit a MXTV sugároz, témája a zene, játékok, anime, idolok, szoftverek illetve mangák. 2015-ben megkapta a TBS “Legjobb zeneszerző”-nek járó díját.

## Diszkográfia

### Albumok
| # | Cím | Kiadás dátuma        |
| - | --- | -------------------- |
| 1 | A Hard Day's Night | 2000. december 6.    |
| 2 | Take 1 | 2004. február 18.    |
| 3 | Type2 (タイプ2) | 2005. július 13.     |
| 4 | V3~Seishun Cover~ (V3～青春カバー～) | 2006. június 28.     |
| 5 | "Sharam Q ~ Morning Musume" ~Tsunku 15 Years in Entertainment Commemoration Album~(「シャ乱Q～モーニング娘。」～つんく♂芸能生活15周年記念アルバム～) | 2007. szeptember 26. |
| 6 | "Tsunku Best Work Collection" (「つんく♂ベスト作品集」)                                                                                              | 2007. december 5.    |

### Dalok
| # | Title                                  | Release date         |
| - | -------------------------------------- | -------------------- |
| 1 | "Love ~Dakiatte~" (Love～抱き合って～) | 1999. április 28.    |
| 2 | "Touch Me"                             | 1999. november 3.    |
| 3 | "Suggoi Ne!" (すっごいね!)             | 2002. február 27.    |
| 4 | "Shoppai ne" (しょっぱいね)            | 2012. szeptember 26. |